# Севен, Луи-Констан
Луи-Констан Севен (фр. Louis-Constant Sévin; 15 февраля 1821, Версаль — 5 ноября 1888, Нёйи-сюр-Сен, пригород Парижа) — французский художник декоративно-прикладного искусства, рисовальщик и скульптор-орнаменталист, проектировщик мебели и технолог бронзового литья. Был одним из самых значительных скульпторов-орнаменталистов, связанных с массовым изготовлением бронзовых изделий и мебели во Франции во второй половине XIX века.
Луи-Констан Севен родился в семье бродячего актёра и художницы. В 1834 году, в возрасте тринадцати лет, он бросил коллеж, в который его устроили родители, чтобы поступить в ученики к скульптору Антуану-Андре Марнёфу (Antoine-André Marneuf) в Париже. Затем работал в различных мастерских по изготовлению бронзовых изделий.
Из-за революции 1848 года Севен эмигрировал в Англию. В Лондоне он продолжал изучать бронзолитейное дело. Севен присоединился к сообществу французских художников-эмигрантов, подружился со скульптором Альбер-Эрнестом Каррье-Беллёзом.
В 1850 году Констан Севен вернулся в Париж. Его коллега порекомендовал его своему отцу, Александру Жоржу Фурдинуа (1799—1871), краснодеревщику и мебельщику, основателю престижной одноимённой фабрики. Констан Севен прожил несколько месяцев в доме краснодеревщика. Затем он поселился в Лиможе со своей семьёй, проектировал фарфоровые вазы и тарелки для фабрики Жуанно-Дюбуа.
С 1855 года Севен работал на парижской фабрике Фердинанда Барбедьенна по производству и продаже уменьшённых копий скульптур — классических статуй и произведений современных французских скульпторов — с использованием различных материалов, главным образом отливок из бронзы. Он проработал там двадцать три года. Севен был мастером-технологом и директором «декоративного отдела», отвечая за создание самых разнообразных предметов и впечатляющих экспозиций фабрики Барбедьенна на международных выставках. Фабрика на улице Ланкри в Париже представляла собой целый промышленный городок, состоящий из нескольких мастерских: от чертёжной и гипсо-модельной до литейных, оправочных и чеканных цехов для отделки бронзы, гальванических, мраморных, столярных мастерских и даже мастерской перегородчатой эмали. Луи-Констан Севен, в сотрудничестве с квалифицированными работниками, тщательно подбираемыми Фердинандом Барбедьенном, контролировал всю производственную цепочку.
Талант Севена был признан на Всемирной выставке 1862 года в Лондоне, где он получил медаль «за художественное совершенство мебели, которую он разработал, и которая была предоставлена господином Ф. Барбедьенном».
Особую известность Севен приобрёл благодаря разработанной им оригинальной мебели из бронзы для Отеля Паива (Hôtel de la Païva) на Елисейских полях, особняка, построенного в 1856—1866 годах в стиле Второй Империи.
Творчество Севена характерно для вкусов периода историзма и эклектики, господствовавших в декоративном искусстве того времени. Руководимые им мастера использовали все «исторические стили» для того, чтобы выявить красоту материала при использовании новых промышленных технологий.
Ф. Барбедьенн высоко ценил творческий вклад Л. К. Севена в их общее дело. Во время Всемирной выставки 1867 года в Париже Барбедьенн, назначенный докладчиком международного жюри, отдал должное художественным качествам Севена в своём докладе, посвящённом разделу бронзы: «Можно сказать о г-не Константе Севене, что в будущем его произведения не будут забыты. Греческое искусство — основа его верований и первое правило его занятий; и когда он позволяет себе обратиться к другим источникам вдохновения, будь то эпоха Возрождения или стиль Людовика XVI, его собственный стиль остаётся рациональным и чистым… Он умел использовать китайские, индусские, персидские, византийские, мавританские и готические орнаменты таким образом, что знатоки правильно понимали их происхождение; он также является одним из тех редких художников, которые заботятся о декоративных качествах, характерных для каждого из материалов, которые он использует».
Севен был награждён золотой медалью за работу куратором выставки «Центрального союза изящных искусств применительно к промышленности» (l’Union centrale des beaux-arts appliqués à l’industrie) 1863 года. Самый необычный предмет, созданный Севеном для Ф. Барбедьенна, — это огромные часы высотой четыре метра из позолоченной бронзы в стиле неоренессанса. За эту работу Севен получил золотую медаль и Орден Почётного легиона на Всемирной выставке 1878 года в Париже. Этот бесспорный триумф продолжился и на Всемирной выставке 1889 года.
В конце 1880-х годов Констан Севен подсчитал, что он создал более двух тысяч моделей для фирмы Барбедьенна. Выдающийся мастер скончался в своем доме в Нёйи-сюр-Сен 5 ноября 1888 года. Похоронен в Париже на кладбище Пер-Лашез (85-й отдел). На его могиле установлен бюст работы скульптора Э.-А. Ноёля.

## Произведения Л.-К. Севена в мастерской Ф. Барбедьенна. Фотографии из журнала «Revue des arts décoratifs». Париж, 1888—1889
- Большие часы в стиле неоренессанса. 1878. Бронза, золочение
- Настольные часы. Серебро, эмали
- Стол в стиле неоренессанса. Бронза, золочение
- Ритон в виде головы лисы. Бронза, серебрение
- «Большая ваза». Бронза, выемчатая и перегородчатая эмаль
- Курильница. Мрамор, малахит, бронза, золочение
- Кабинет. Чёрное дерево, бронза
- Канделябр в стиле Людовика XVI. Бронза, золочение, мрамор
- Зеркальная рама. Бронза, золочение